# Villa La Corvette
La maison dite villa La Corvette, anciennement Anto, est une des quinze villas balnéaires répertoriées patrimoine exceptionnel de la commune de La Baule-Escoublac, dans le département français de la Loire-Atlantique. Dessinée vers 1929 par Adrien Grave et deux architectes rémois Marc Margotin et Louis Roubert, il s’agit d’une villa Art déco traitée en style paquebot, réalisée pour un notaire de Reims dans le lotissement La Baule-les-Pins.

## Localisation
La villa est située au 5, allée des Gnomes, dans le lotissement de La Baule-les-Pins et installée en retrait de la rue, au milieu de sa parcelle.

## Patrimoine de La Baule-Escoublac
La zone de protection du patrimoine architectural, urbain et paysager (ZPPAUP) de La Baule-Escoublac rassemble 6 871 bâtiments, parmi lesquels 15 villas sont distinguées en patrimoine exceptionnel ; 699 autres sont recensées en patrimoine remarquable à conserver et 1 741 en patrimoine d’accompagnement essentiel.

## Historique
La maison a été construite sur les plans dessinés par Adrien Grave et deux architectes de Reims, Marc Margotin et Louis Roubert pour un notaire de Reims.
La villa s’est appelée successivement Anto, Transat et enfin, La Corvette.
La construction de la villa est contemporaine de celle du paquebot Normandie aux chantiers navals de Saint-Nazaire, à moins de 20 km de La Baule.

## Architecture
La villa se caractérise par une combinaison asymétrique de formes, dans un style Art déco.
Le corps du bâtiment est rectangulaire et couvert d'une toiture terrasse agrémentée d’un solarium. Il est prolongé par un ensemble triangulaire, formant une proue de navire percée d'une loggia au deuxième étage et supportant un belvédère.
L'asymétrie de formes transparaît également avec les fenêtres rectangulaires entourées de formes triangulaires.
L’ensemble de la construction est ceint d'une corniche en béton et enduit d'une couleur « écume » ocrée, alors que la véranda est traitée en rouge.
La frise est façonnée à l'aide de culs de bouteilles de champagne rappelant l’origine du premier propriétaire de la villa, ainsi que Léon Margotin (1859 - 1937), père de l’un des architectes, professeur d'architecture l’École régionale des beaux-arts de Reims et architecte pour la maison Heidsieck.
L'intérieur de la villa présente des espaces très ouverts, les pièces à vivre n’étant séparées que par des grilles en fer forgé. Le sol des deux niveaux est réalisé en granito tout comme l’imposante table de la salle à manger.